# 徐家棚街道
徐家棚街道，是中国湖北省武汉市武昌区的一个街道。办事处驻诚善里47号，人口100000人（2008），面积4.8平方千米。下辖以下地区：
诚善里社区、喻家湖社区、长轮社区、赵家墩社区、建安社区、秦臻路社区、武车四村社区、月亮湾社区、合记里社区、武北社区、三三七处社区、秦园路社区、徐东社区、惠誉花园社区、湖北大学社区、油料所社区、公太里社区、友谊社区、水岸星城社区、三角路社区、团结社区、梦湖社区和兴华社区。